# 光润金线蛭
光润金线蛭（学名：Whitmania laevis）为黄蛭科金线蛭属的动物，俗名金线蛭。分布于印度、菲律宾、东印度群岛、俄罗斯阿穆州地区、台湾岛以及中国大陆的黑龙江、吉林、辽宁、内蒙古、河北、山东、河南、江苏、浙江、湖北、陕西、湖南、江西、福建、香港、广西、贵州、云南、四川等地，主要栖息于水田、沟渠、水池边水草上以及溪流中。该物种的模式产地在江苏南京。